# Rafael González Robles
Rafael González Robles, detto Rafa (Avilés, 25 ottobre 1970), è un ex calciatore spagnolo.

## Carriera

### Real Avilés
Inizia la sua carriera nel Real Avilés, nella stagione 1990-1991 come terzo portiere della squadra dopo José Enrique Heres e Pedro Benito Zapata. L'allenatore Vicente González Pérez-Villamil lo manda in campo una volta in Segunda División. Nella stagione successiva Heres e Zapata lasciano la squadra, Rafa diventa titolare e gioca 27 partite. L'Avilés arriva al penultimo posto in campionato e retrocede in Tercera División.

### Real Oviedo
Rafa lascia la squadra e passa al Real Oviedo, in Primera División. Nella stagione 1992-1993 non riesce a esordire in massima serie perché il portiere titolare Viti, alla sua quattordicesima stagione con la squadra di Oviedo, non salta nessuna partita. Nella stagione successiva, allenato dal serbo Radomir Antić, gioca tre partite. Resta al Real Oviedo fino al 1997, giocando una partita in ogni stagione.

### Málaga
Rimasto svincolato, firma con il Málaga, in Tercera División. Nella prima stagione ottiene la promozione in Segunda División e nella stagione 1998-1999, allenato da Joaquín Peiró, gioca 31 partite. Gli andalusi vincono il campionato e vengono promossi in massima serie.
Nella stagione 1999-2000 viene ingaggiato Pedro Contreras, che diventa il portiere titolare. Rafa colleziona una sola presenza in campionato.
Nella stagione 2000-2001 scende in campo 3 volte, nella stagione 2001-2002 gioca contro Tenerife e Espanyol. Nell'ultima stagione a Malaga, colleziona una presenza e vince la Coppa Intertoto 2002.

### Gli ultimi anni e l'esperienza al Coventry City
Nella stagione 2003-2004 veste la maglia della Cultural y Deportiva Leonesa, squadra della Segunda División B.
Nella stagione 2003-2004 gioca in Segunda División con lo Sporting Gijón. Allenato da Marcelino García Toral, sostituisce in tre occasioni il portiere titolare Roberto Fernández Alvarellos.
Nella stagione 2005-2006 torna al Real Oviedo, appena promosso in Segunda División B.
A settembre del 2006 si trasferisce in Inghilterra per giocare nel Coventry City FC, squadra della Football League Championship, la seconda serie del campionato inglese. Firma un contratto di quattro mesi. A dicembre, scaduto il contratto, si ritira dal calcio giocato.

## Palmarès
- Segunda División spagnola: 1

Málaga: 1998-1999
- Coppa Intertoto UEFA: 1

Málaga: 2002